# Implementation Rule (VR China)
Die Implementation Rules sind Regularien der Volksrepublik China, die den Rahmen der dort gültigen Produktzertifizierungen festlegen. Für jede Produktgruppe gibt es eine spezifische Implementation Rules, die von den chinesischen Behörden festgelegt werden.

## Inhalt der Implementation Rules
Die Implementation Rules beinhalten in der Regel 12–13 Kapitel, die den Rahmen der CCC-Produktzertifizierung bestimmen. Die folgende Aufstellung gibt eine Übersicht über die gängigsten Inhalte der Implementation Rules:
1. Anwendungsbereich
2. Begriffe und Definitionen
3. Standards für die Zertifizierung
4. Zertifizierungsmuster
5. Einzelne Produkteinheiten
6. Zertifizierungskommission
7. Zertifizierungsablauf
8. Zertifikate
9. Prüfzeichen
10. Zertifizierungslogo
11. Gebühren
12. Verantwortlichkeiten
13. Zertifizierungsregeln[1]

## Aktualisierung der Implementation Rules
2014 wurden die Implementation Rules aktualisiert, sodass ab 2015 einige Änderungen in Kraft getreten sind. Beispielsweise wurden einige Produktgruppen, die vorher unter einer Implementation Rule zusammengefasst waren, aufgeteilt und unterliegen jetzt mehreren Implementation Rules. Auch sind neue Produkte hinzugekommen, die jetzt der Zertifizierungspflicht unterliegen. Weiterhin wurden Werkslevels eingeführt, sodass die Unternehmen, die eine Produktzertifizierung durchführen, zukünftig Levels (A–D) zugewiesen bekommen. Level A erhalten Unternehmen, deren Werke und Produkte besonders positiv bei der Produktzertifizierung abgeschlossen haben.